# Leptura semicornis
Leptura semicornis là một loài bọ cánh cứng trong họ Cerambycidae.